# La Chapelle-Blanche-Saint-Martin
La Chapelle-Blanche-Saint-Martin är en kommun i departementet Indre-et-Loire i regionen Centre-Val de Loire i de centrala delarna av Frankrike. Kommunen ligger i kantonen Ligueil som tillhör arrondissementet Loches. År 2022 hade La Chapelle-Blanche-Saint-Martin 691 invånare.

## Befolkningsutveckling
Antalet invånare i kommunen La Chapelle-Blanche-Saint-Martin
Referens:INSEE